# Sphaerius africanus
Sphaerius africanus is een keversoort uit de familie oeverkogeltjes (Sphaeriusidae). De wetenschappelijke naam van de soort werd in 1997 gepubliceerd door Sebastian Endrödy-Younga.